# Fantasmagorie
Fantasmagorie és el títol del primer film de dibuixos animats d'Émile Cohl. És considerat com el primer dibuix animat del cinema.
S'ha de dir però que el primer dibuix animat al cinema va ser presentat el 1892 per Émile Reynaud, gràcies al seu teatre òptic. Les seves filmacions (Pantomimes Lumineuses) estaven directament dibuixades i acolorides sense el procés fotogràfic. Respecte al primer dibuix animat mitjançant fotografies va ser Humorous Phases of Funny Faces, produït per l'estatunidenca Vitagraph Company, i realitzada el 1906 per James Stuart Blackton.
Fantasmagorie es va projectar el 17 d'agost de 1908 al théâtre du Gymnase de París, transformat en sala de cinema en aquesta ocasió. Va ser el debut de la llarga carrera d'Émile Cohl dins el cinema d'animació.
Fantasmagorie dura un minut i 40 segons i la cinta mesura 36 metres. A cada fotograma correspon un dibuix complet, personatge i fons donat que Cohl no utilitzava pas la tècnica del full de cel·luloide que permet estalviar esforços i temps.

## Argument
Cohl dibuixa un homenet de tipus pallasso, que es desplaça en un univers surrealista. La mà de l'autor fa néixer el personatge des de la primera escena i, al llarg de la pel·lícula, apareix i desapareix, sent capaç de transformar-se a ell mateix en una bombolla, de transformar el cap en una tassa, esdevé pres d’una ampolla, en surt ... I quan es trenca en dos, és la mà de l’autor la que intervé reconstituir-lo.

## Tècnica

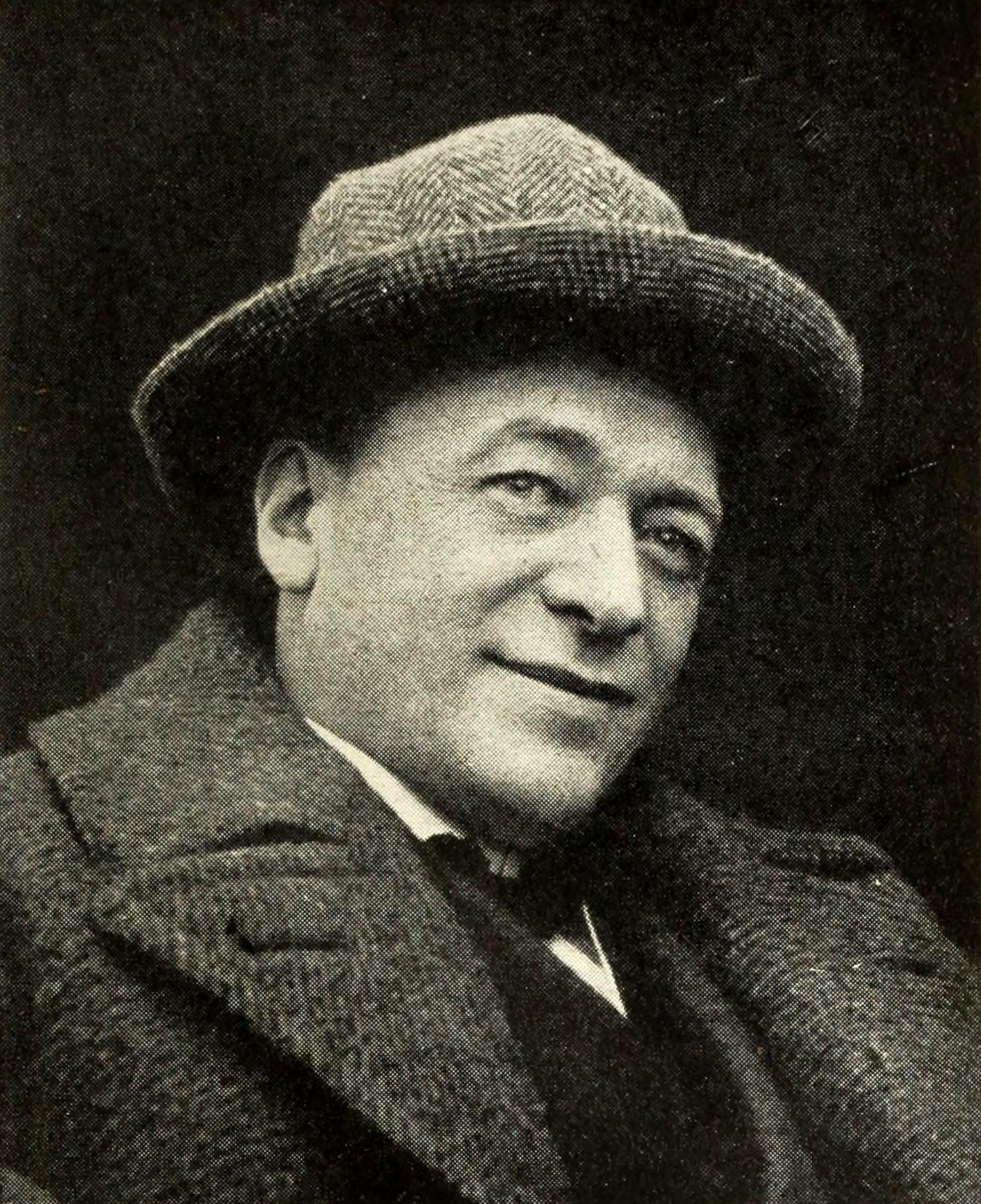
Émile Cohl.

Segons l'anècdota, Cohl hauria estat l'únic a l'estudi Gaumont que entenia la tècnica utilitzada el 1906 per James Stuart Blackton per a Humorous Phases of Funny Faces. Fins i tot si es va inspirar en l'estil de Blackton, prenent-li la idea de l'efecte guix sobre una pissarra i de l’animador que intervé en el seu propi dibuix, Cohl destaca clarament posant en marxa moltes aventures.
Cohl va fer com a mínim 700 dibuixos, cadascun filmat en dos plans successius, el que fa un total de 1400 fotogrames. Per donar la il·lusió de dibuixar amb guix sobre una pissarra, a diferència del seu model, James Stuart Blackton, primer realitza els seus dibuixos amb tinta xinesa sobre full blanc i després utilitza un contratipus del negatiu que inverteix els colors. Integra també imatges de la seva pròpia mà. El seu estilitzat d'enfocament s'allunya dels dibuixos i fons realistes que Reynaud utilitzava, sobretot perquè Reynaud podia acolorir els seus dibuixos.